# I due pezzi da 90
I due pezzi da 90 è un film del 1971 diretto da Osvaldo Civirani.
Pellicola comica con protagonisti Franco Franchi e Ciccio Ingrassia.

## Trama
Franco e Ciccio sono costretti ad abbandonare il loro salumificio per raggiungere il padrino di Franco, Nico Cavallaro. I due non sanno che questi è un contrabbandiere di stupefacenti e che si vuole servire di loro per trasportare la merce.
Ma la polizia è sulle sue tracce e riesce ad acciuffare il boss, assolvendo invece Franco e Ciccio, ma i guai non sono ancora finiti: alcuni contrabbandieri mettono la droga nei loro salumi.
Dopo aver venduto una certa quantità di salami ai loro clienti in Sicilia, i due finiscono loro malgrado in prigione.

## Produzione

### Cast
Oltre al duo, è presente il caratterista Enzo Andronico, amico d'infanzia di Ciccio Ingrassia e spalla molte volte partecipe nei film dei due comici. Tra le interpreti femminili è da segnalare la presenza di Margaret Rose Keil nei panni della bella Bonaria e quella di Mara Krupp in quelli di una sua complice .

### Riprese
La salumeria di Franco e Ciccio non si trovava in Sicilia ma a Vicovaro, a circa 50 km a nord di Roma mentre le riprese in montagna, come si evince dai cartelli durante il film, sono state effettuate a Cervinia.

## Distribuzione
La pellicola è stata distribuita nelle sale cinematografiche italiane il 28 ottobre 1971.

### Edizioni home video
In Italia a partire dal 18 marzo 2008 è stato distribuito, nel circuito home video, un DVD della pellicola dalla CG Entertainment (codice EAN:8017229468902).